# Blan R. Maxwell
Blan R. Maxwell (* 2. Januar 1899 in Osceola, Arkansas; † 15. Oktober 1943 in Centerville, Tennessee) war ein US-amerikanischer Politiker. Zwischen 1939 und 1943 war er als Präsident des Staatssenats faktisch Vizegouverneur des Bundesstaates Tennessee, auch wenn dieses Amt formell erst 1951 eingeführt wurde.

## Werdegang
Nach einem Jurastudium und seiner Zulassung als Rechtsanwalt begann Blan Maxwell in diesem Beruf zu arbeiten. Gleichzeitig schlug er als Mitglied der Demokratischen Partei eine politische Laufbahn ein. Er wurde Mitglied des Senats von Tennessee, dessen Präsident er seit 1939 bis zu seinem Tod war. In dieser Eigenschaft war er Stellvertreter von Gouverneur Prentice Cooper. Damit bekleidete er faktisch das Amt eines Vizegouverneurs. Dieser Posten war bzw. ist in den meisten anderen Bundesstaaten verfassungsmäßig verankert; in Tennessee ist das erst seit 1951 der Fall. Blan Maxwell starb am 15. Oktober 1943 beim Absturz eines Flugzeugs auf dem Weg von Nashville nach Memphis. Er wurde in Memphis beigesetzt.